# Canthidium subdopuncticolle
Canthidium subdopuncticolle là một loài bọ cánh cứng trong họ Bọ hung (Scarabaeidae).